# Maringlen Shoshi
Maringlen Shoshi (Fier, 29 gennaio 1987) è un calciatore albanese, difensore dell'Albpetrol.